# Шипаковське сільське поселення
Шипако́вське сільське поселення (рос. Шипаковское сельское поселение) — муніципальне утворення у складі Юргінського району Тюменської області, Росія.
Адміністративний центр — село Шипаково.

## Населення
Населення — 445 осіб (2020; 463 у 2018, 494 у 2010, 590 у 2002).

## Склад
До складу поселення входять такі населені пункти:
| Населений пункт      | Населення, осіб (2002) | Населення, осіб (2010) |
| -------------------- | ---------------------- | ---------------------- |
| Дегтярьова, присілок | 106                    | 63                     |
| Некрасово, присілок  | 56                     | 24                     |
| Шипаково, село       | 428                    | 407                    |